# Ingvild H. Rishøi

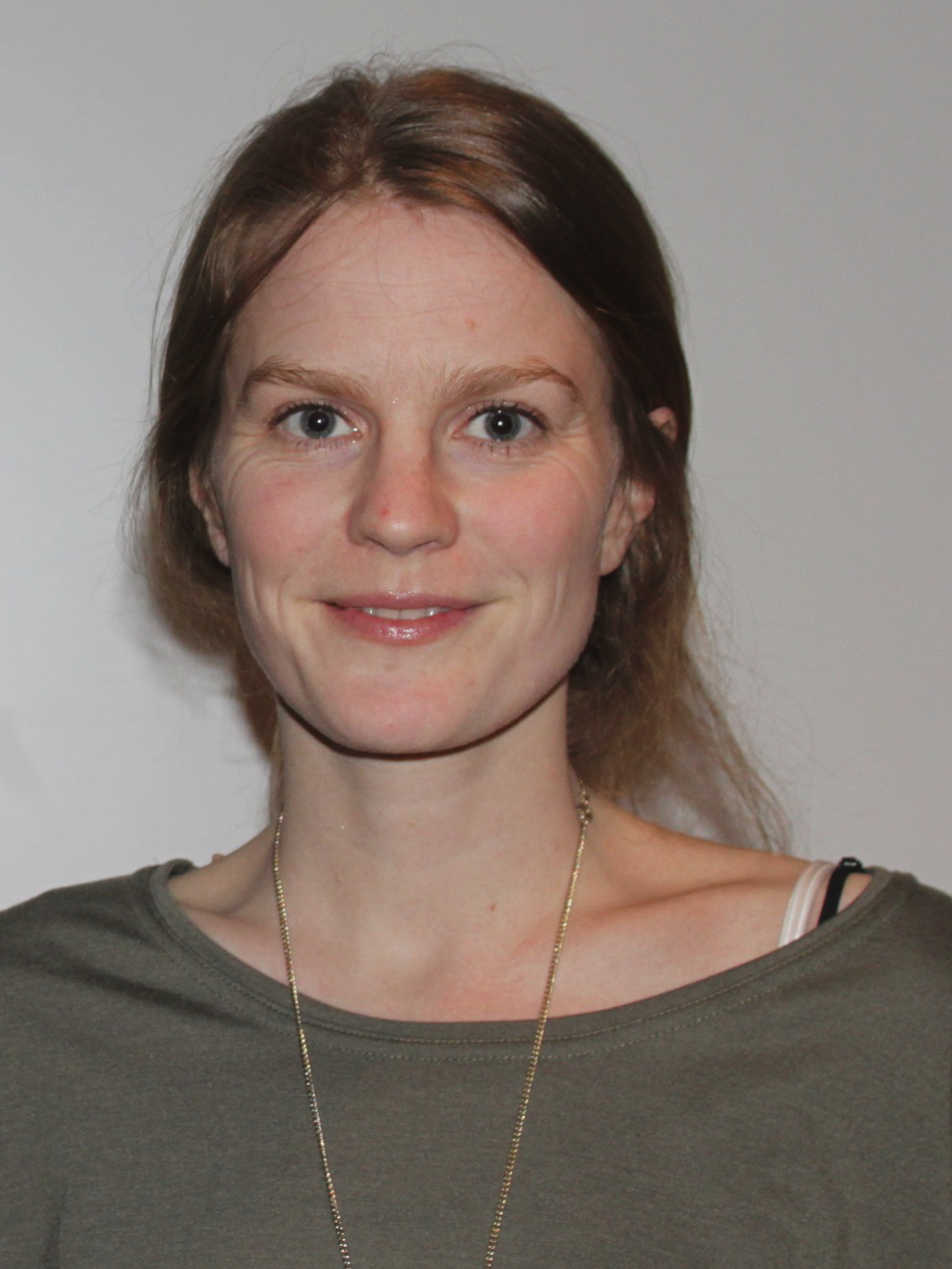
Ingvild H. Rishøi, 2011

Ingvild Hedemann Rishøi (* 24. August 1978 in Oslo) ist eine norwegische Schriftstellerin. Bekannt wurde sie mit Erzählungen und Kinderbüchern, für die sie mehrfach ausgezeichnet wurde.

## Leben
Rishøi debütierte 2011 mit ihrer Erzählung Historien om Fru Berg, die für den Brageprisen nominiert wurde. 2013 erhielt sie den Per-Olov-Enquist-Preis, unter anderem für ihre Fähigkeit, sich ihren Protagonisten „durch ihre große Menschenkenntnis und empfindliches Gleichgewicht zwischen Empathie und Sensibilität“ zu nähern. Die Jury lobte sie als eine „wirklich originelle und unverwechselbare Schriftstellerin.“
2014 erschien der Erzählungenband Vinternoveller (dt.: Winternovellen), für den sie im selben Jahr mit dem  Kritikerprisen für das beste norwegische Buch sowie dem Buchblogger-Preis 2015 ausgezeichnet wurde. Außerdem wurde das Werk für den Brageprisen in den Kategorien „Fiktion“ und „Offene Klasse“ nominiert, in der letzteren auch ausgezeichnet. Erstmals wurde ein Buch für zwei Kategorien des Brageprisen nominiert. Das Preisgeld spendete Rishøi der Umweltorganisation Natur og Ungdom.
Rishøi ist die erste Gewinnerin des Bjørg Vik-Preis, den sie für den Sammelband  Noveller i samling 2007–2014 erhielt.
Neben Øyunn Rishøi Hedemann, Ingrid Røise Kielland und Marianne Røise Kielland ist Rishøi Redakteurin von Avsagd Hagle. In den Jahren 1999 bis 2003 arbeitete sie als Journalistin für die Zeitungen  Dagbladet und Dagens Næringsliv.

## Werke
- Winternovellen. Erzählungen. Open House Verlag, Leipzig 2016, ISBN 978-3-944122-15-1.
- Noveller i samling 2007–2014. Erzählungen. Gyldendal Norsk Forlag, 2014. ISBN 978-82-05-47276-1
- Vinternoveller, Erzählungen. Gyldendal Norsk Forlag 2014, ISBN 978-82-05-46130-7
- Pling i bollen – fine og ufine barnerim. Bilderbuch mit Illustrationen von Bendik Kaltenborn, Cappelen Damm, 2011.
- Historien om Fru Berg. Erzählungen, Gyldendal Norsk Forlag, 2011, ISBN 978-8205421714.
- Unbrakomonsteret – Ikea om natten. Bilderbuch mit Illustrationen von Inga Sætre, N.W. Damm & Søn AS, 2007.
- La stå Erzählungen. Gyldendal Norsk Forlag, 2007, ISBN 978-8205381766.

## Auszeichnungen
- 2011: Språklig samlings litteraturpris
- 2011: Kulturdepartementets priser for barne- og ungdomslitteratur, in der Kategorie „Bestes Kinderbuch“ für Pling i bollen – fine og ufine barnerim
- 2012: Sultprisen
- 2013: Per-Olov-Enquist-Preis
- 2014: Bokbloggerprisen für Vinternoveller
- 2014:  Kritikerprisen für Vinternoveller
- 2014: Brageprisen in der Kategorie „Offene Klasse“ (Novellen und Essays) für Vinternoveller
- 2015: Bjørg Vik-prisen
- 2024: Dobloug-Preis